# Підуст португальський
Підуст португальський, плітка португальська (Iberochondrostoma lusitanicum) — вид прісноводних риб родини ялецевих.

## Опис
Виростає до 30 см завдовжки, вагою до 500 г. Схожий на Iberochondrostoma lemmingii. Відрізняється будовою плавців, більшою лускою та більшим діаметром очей.

## Поширення
Ендемік Португалії. Поширений у басейні нижньої течії річки Тежу та дрібніших річок Саду, Самарра, Міра та Араде на півдні країни. Мешкає в нижній течії річок, в районах зі слабкою течією та багатою водною рослинністю.

## Спосіб життя
Живиться личинками комах, яких знаходить під камінням. Також зішкрябує водорості з поверхні каміння. Нерест відбувається в період з травня по червень. Під час розмноження у самців по всьому тілу з'являються крихітні горбки. Самиця відкладає 1000 до 7000 ікринок діаметром 1,5 мм на поверхню рослин, які вилуплюються приблизно через 12 днів інкубації при температурі не нижче 15 °C.

## Охорона
На більшій частині ареалу стан природних популяцій виду залишається нестабільним. В ряді регіонів спостерігається тенденція до зниження чисельності популяції виду. Тому підуст португальский, згідно з Червоним списком МСОП, отримав охоронну категорію «вид перебуває у критичному стані». Крім того, він занесений до Директиви Європейського Союзу 92/43/ЄС «Про збереження природних оселищ та видів природної фауни і флори» (Додаток II. Види рослин і тварин, що становлять особливий інтерес для Європейського Союзу, збереження яких потребує створення територій особливої охорони).